# Urocystis cepulae
Urocystis cepulae är en svampart som beskrevs av Frost 1877. Urocystis cepulae ingår i släktet Urocystis och familjen Urocystidaceae.   Inga underarter finns listade i Catalogue of Life.